# フランク・ダラボン
フランク・ダラボン（Frank Darabont, 1959年1月28日 - ）は、アメリカ合衆国の脚本家、映画監督、映画プロデューサー、テレビ監督。出生名はダラボント・フェレンツ・アールパード（Darabont Ferenc Árpád）。

## 来歴
両親はハンガリー動乱のために、政治難民としてフランスに逃れたハンガリー人で、難民収容所のあったモンベリアルでダラボンは誕生した。ダラボンが幼児期にアメリカ、シカゴに移住。
学生時代の1980年にスティーヴン・キングに彼の短編小説『312号室の女』の映画化権を依頼し、1ドルで取得、1983年に監督として短編映画を製作する（ダラー・ベイビー）。その後、ホラー映画を中心に脚本の仕事をこなす。
1994年にスティーヴン・キングの中編小説を映画化した『ショーシャンクの空に』を監督し一躍その名を轟かせる。1999年にはスティーヴン・キング原作の非ホラー小説『グリーンマイル』も映画化し、大きな興行成功を収めた。だが、劇場用長編映画の監督としては寡作であり、製作・脚本の担当がほとんどである。
また、ノンクレジットで脚本の手直しをしたりもしている（ジョージ・ルーカスは、『スター・ウォーズ エピソード2/クローンの攻撃』の脚本構成に当たって、フランク・ダラボンにアドバイスをもらったと当該作品のメイキング映像で語っている）。『インディ・ジョーンズ/クリスタル・スカルの王国』では自ら脚本家のクレジットから名前を外すように要請した。
2007年には、監督作であるスティーヴン・キングの短編小説『霧』を実写化した『ミスト』が公開された。キャストにはキング作品の『ドリームキャッチャー』にも出演したトーマス・ジェーンが参加している。
2013年に、ハリウッドで製作中の『ゴジラ』の脚本に参加することが発表された。
監督作品の常連出演者にブライアン・リビー、ジェフリー・デマン、ウィリアム・サドラーがいる。
10年以上にわたってリメイク版『華氏451』や第二次大戦中の日系人女性アナウンサー”東京ローズ”こと戸栗郁子の伝記映画の企画を進めているが、製作は難航している。

## フィルモグラフィ

### 監督作品
劇場映画
- ショーシャンクの空に The Shawshank Redemption (1994年) - 監督・脚本
- グリーンマイル The Green Mile (1999年) - 監督・脚本・製作
- マジェスティック The Majestic (2001年) - 監督・製作
- ミスト The Mist (2007年) - 監督・脚本・製作

テレビ映画
- 悪女の構図 Buried Alive (1990年) - 監督

### 脚本、製作に関わった作品
- エルム街の悪夢3 惨劇の館 A Nightmare On Elm Street 3: Dream Warriors (1987年) - 脚本
- ブロブ/宇宙からの不明物体 The Blob (1988年) - 脚本
- ザ・フライ2 二世誕生 The Fly II (1988年) - 脚本
- フランケンシュタイン Frankenstein (1994年) - 脚本
- THE SALTON SEA ソルトン・シー The Salton Sea (2002年) - 製作
- コラテラル  Collateral (2004年) - 製作総指揮・脚本（クレジット無し）
- GODZILLA ゴジラ Godzilla (2014年) -  脚本（クレジット無し）

### テレビシリーズ
- ザ・シールド ルール無用の警察バッジ The Shield (2007年) -  監督（第6シーズン第6話）
- ウォーキング・デッド The Walking Dead (2010-2022) -  監督（第1シーズン第1話）・脚本・製作総指揮